# بهمن‌آباد (داورزن)
بهمن‌آباد، روستایی است از توابع بخش مرکزی شهرستان داورزن در استان خراسان رضوی ایران.

## پیشینه

ولایت بیهق در میان ولایت‌های ربع نیشابور در صفحه‌ای از نسخه خطی کتاب تاریخ نیشابور الحاکم.

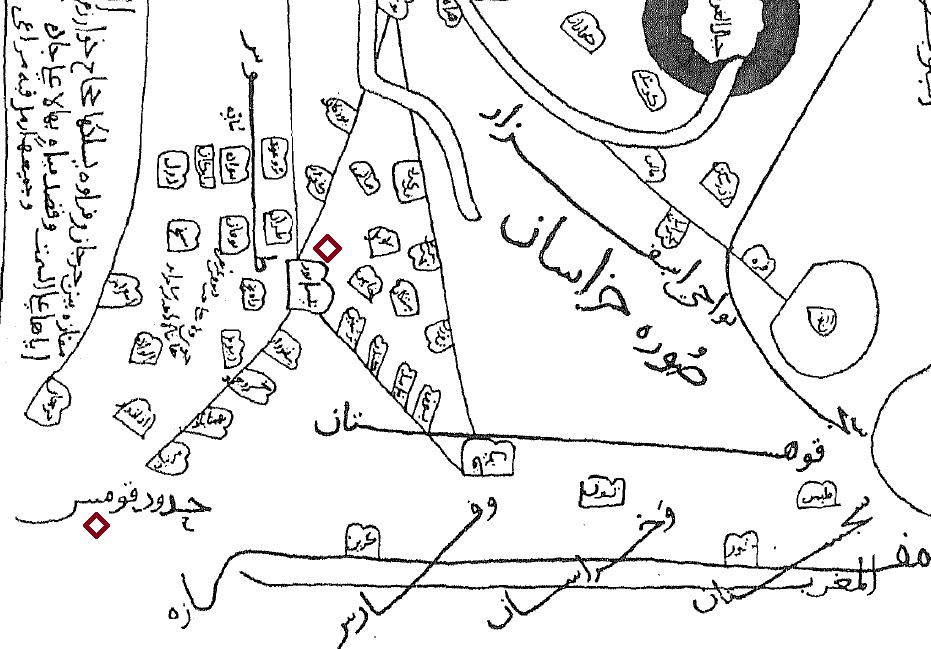
نام بهمن آباد بر روی نقشه ابن حوقل در كتاب صورة الارض در قرن چهارم هجری

بهمن آباد شهری باستانی در ولایت بیهق، ربع نیشابور خراسان بوده است.

## آثار تاریخی
- آرامگاه امامزاده سید حسین بهمن آباد
- آب انبار بهمن آباد
- مسجد بهمن آباد

## جمعیت
این روستا در دهستان مزینان قرار داشته و بر اساس سرشماری سال ۱۳۸۵ جمعیت آن ۲۳۸ نفر (۷۷ خانوار)
بوده است.